# San Vicente y las Granadinas en los Juegos Olímpicos de Sídney 2000
San Vicente y las Granadinas estuvieron representadas en los Juegos Olímpicos de Sídney 2000 por cuatro deportistas, dos hombres y dos mujeres, que compitieron en dos deportes.
El portador de la bandera en la ceremonia de apertura fue el atleta Pamenos Ballantyne. El equipo olímpico sanvicentino no obtuvo ninguna medalla en estos Juegos.